# Whitestown (Nowy Jork)
Whitestown – miasto w Stanach Zjednoczonych, w stanie Nowy Jork, w hrabstwie Oneida.